# Barranc del Cap del Terme
El barranc del Cap del Terme, anomenat també barranc del Codolar, i en el seu curs alt barranc de les Forques, és un curs fluvial que delimita les comarques del Baix Camp i el Baix Ebre i és frontera del Camp de Tarragona amb les Terres de l'Ebre. Neix a la serra de la Mar i desemboca al Mediterrani, a lo Codolar de l'Almadrava, entre els municipis de l'Ametlla de Mar i Vandellòs i l'Hospitalet de l'Infant. Forma part de la unitat hidrològica de les Rieres de Llaberia-Vandellòs.
Durant la Guerra Civil espanyola, es va fortificar el barranc amb trinxeres, per a protegir el Coll de Balaguer enfront una possible invasió des del sud per l'exèrcit del bàndol franquista.